# فيلز
فيلز (بالألمانية: Wels) هي مدينة في ولاية النمسا العليا

## الاقتصاد
هناك حوالي 30,000 شخص يعملون في فيلز. وتشكل نسبة العاملين في القطاع الخدمي حوالي 63% من إجمالي الأفراد العاملين. وفيلز معروفة بكونها مدينة مهمة للتسوق، بالإضافة لوجود عدة مواقع لصالات رياضية ومدارس مهنية عليا. كما وتشتهر المدينة بمعرض فيلز والذي يقام كل عام في فصلي الخريف والربيع.

## معرض صور

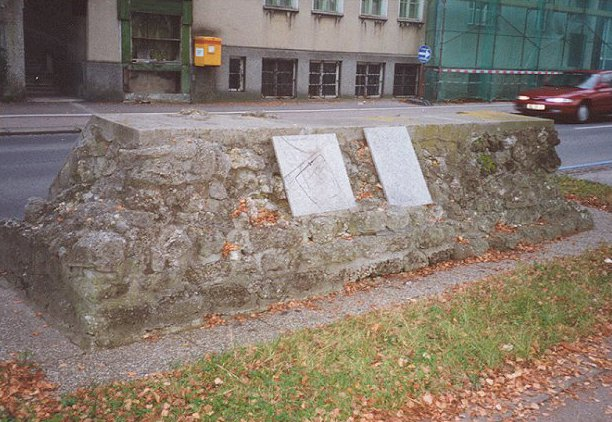
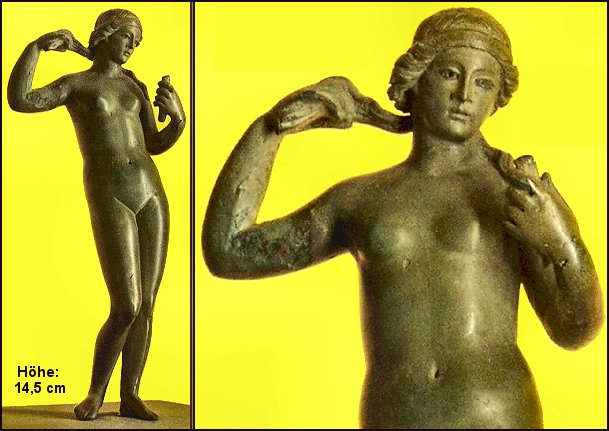
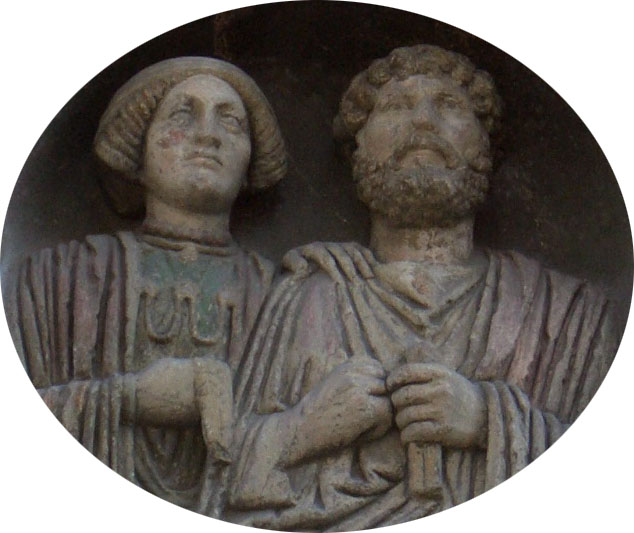

## توأمة
لفيلز اتفاقيات توأمة مع كل من:
- فارنا
- تابور
- اشتراوبينغ (1972 - )
- بايا ماري (2000 - )

## أعلام
- يوليوس فاغنر فون ياورغ
- ماكسيمليان الأول
- كيفين فيمر
- دانيال كوليرر
- شارل الخامس، دوق لورين
- هيلغ بايير
- إيفونا داديتش

## وصلات خارجية
- www.wels.at (بالألمانية)